# 四角獸屬
四角獸屬（學名：Tetraceratops）意為「有四個角的面孔」，是種外表類似蜥蜴的合弓動物，生存於二疊紀早期。四角獸是已知最早的獸孔目動物，但也有科學家認為牠們是種外表特殊的盤龍目動物。有研究顯示四角獸的顳顬孔類似巴莫鱷亞目以及其他時期接近的獸孔目。
四角獸目前只發現一個頭骨，長9公分，在1908年發現於美國德州。

## 外表

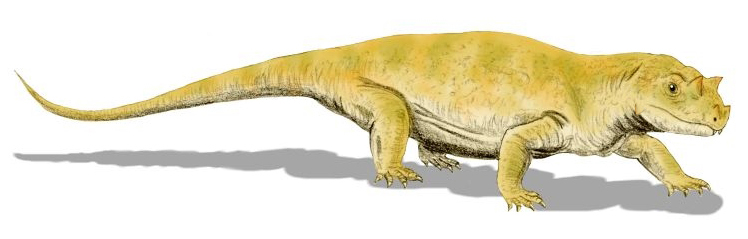
四角獸的想像圖

四角獸其實具有六個角狀物，一對位於前上頜骨，一對位於前額骨，第三對位於下頜骨的方骨突。當話時最初被發現時，研究人員只有發現前上頜骨與前額骨的兩對角。四角獸在生前可能看似具有頭部充滿角的蜥蜴。

## 外部連結
- Palaeos.com's article on therapsids
- kheper.net （页面存档备份，存于）